# Jürgen Wältermann
Jürgen Wältermann (* 21. Mai 1961) ist ein ehemaliger deutscher Fußballspieler.

## Sportlicher Werdegang
Wältermann entstammt der Jugend von Preußen Münster. Ende der 1970er Jahre rückte er in den Erwachsenenbereich auf, wo er in der Reservemannschaft auflief. Parallel nahm ihn Werner Biskup zeitweise in den Kader der in der 2. Bundesliga Nord antretenden Wettkampfmannschaft auf. Am 15. Dezember 1979 debütierte er bei der 1:3-Heimniederlage gegen den OSC Bremerhaven im Profifußball. Bis zum Abstieg am Ende der Spielzeit 1980/81, als die Qualifikation für die eingleisige 2. Bundesliga verpasst wurde, kam er zu keinem Spieleinsatz in der ersten Mannschaft. Daten über Einsatzzeiten in der Oberliga Westfalen liegen derzeit nicht vor. Nach dem Wiederaufstieg in die zweithöchste Spielklasse nach Gewinn der Meisterschaft in der Oberliga-Spielzeit 1987/88 gehörte er jedoch nicht mehr zur Wettkampfmannschaft.
Wältermann betreute später die Traditionsmannschaft von Preußen Münster. Hauptberuflich ist er für die Mega eG als Niederlassungsleiter in Münster tätig.